# Nevil Johnson
Nevil Johnson (* 6. Februar 1929 in Darlington; † 30. April 2006) war ein britischer Politikwissenschaftler und Hochschullehrer.

## Leben und Wirken
Nevil Johnson war seit 1952 zunächst im höheren öffentlichen Dienst in Großbritannien tätig, bevor er an der Universität Oxford Politikwissenschaft studierte. 1962 erwarb er dort den Magistergrad. Von 1962 bis 1966 war er Dozent an der University of Nottingham und anschließend bis 1969 an der University of Warwick. Danach arbeitete er über viele Jahre als Dozent ("Reader") an der Universität Oxford (Nuffield College). Durch seine Veröffentlichungen machte er sich einen Namen als Kenner der Verfassung des Vereinigten Königreichs. Sein Buch "In search of the constitution" erschien 1977 in deutscher Übersetzung ("Die englische Krankheit"). Die britische Premierministerin Margaret Thatcher zog ihn als politischen Berater heran. Insbesondere beschäftigte sich Johnson mit dem politischen System der Bundesrepublik Deutschland. Viele seiner Aufsätze erschienen in deutscher Sprache. Gastprofessuren führten ihn an die Universität Bochum (1968/69) und an die Universität München (1980).

## Veröffentlichungen (Auswahl)
- Parliament and administration. The Estimates Committee 1945 – 65. Allen & Unwin, London 1966.
- Government in the Federal Republic of Germany. The executive at work. Pergamon Press, Oxford 1973, ISBN 0-08-017699-2 (2. Aufl. u.d.T.: State and government in the Federal Republic of Germany, 1983, ISBN 0-08-030190-8).
- Federalism and decentralisation in the Federal Republic of Germany. HMSO, London 1973, ISBN 0-11-730053-5.
- Die englische Krankheit. Wie kann Großbritannien seine politische Krise überwinden? Klett, Stuttgart 1977, ISBN 3-12-910130-6 (dt. Übersetzung des Buches „In search of the constitution“, 1977).
- In search of the constitution. Reflections on state and society in Britain. Methuen, London 1980, ISBN 0-416-74120-7.
- (mit Allan Cochrane): Economic policy-making by local authorities in Britain and Western Germany (= The new local government series, Bd. 21). Allen & Unwin, London 1981, ISBN 0-04-352097-9.
- The limits of political science. Clarendon Press, Oxford 1989, ISBN 0-19-827341-X.
- (Hrsg., mit Joachim Jens Hesse): Constitutional chance and policy in Europe. Oxford University Press, Oxford 1995, ISBN 0-19-827991-4.
- Reshaping the British constitution. Essays in political interpretation. Palgrave Macmillan, Basingstoke 2004, ISBN 0-333-94619-7.